# Rudra Prayag (huyện)
Huyện Rudra Prayag là một huyện thuộc bang Uttarakhand, Ấn Độ. Thủ phủ huyện Rudra Prayag đóng ở Rudra Prayag. Huyện Rudra Prayag có diện tích 1896 ki lô mét vuông. Đến thời điểm năm 2001, huyện Rudra Prayag có dân số 227461 người.